# Xi Boötis
Xi Boötis (37 Boötis) é uma estrela na direção da constelação de Boötes. Possui uma ascensão reta de 14h 51m 23.28s e uma declinação de +19° 06′ 02.3″. Sua magnitude aparente é igual a 4.54. Considerando sua distância de 22 anos-luz em relação à Terra, sua magnitude absoluta é igual a 5.41. Pertence à classe espectral G8V + K4V. É uma estrela variável BY Draconis.